# Zhang Changhong
Dans ce nom chinois, le nom de famille, Zhang, précède le nom personnel.
Pour les articles homonymes, voir Zhang.
Zhang Changhong (en chinois : 张常鸿), né le 14 février 2000 à Shandong, est un tireur sportif chinois à la carabine, sacré champion olympique à 50 m trois positions lors des Jeux olympiques d'été de 2020.

## Carrière
En 2018 et 2019, Zhang a remporté plusieurs médailles en coupe du monde junior en tir à la carabine sur 10 mètres et 50 mètres avec également une médaille de bronze par équipe aux championnats du monde juniors de 2018. Il échoue pourtant au pied du podium lors des Jeux olympiques de la jeunesse de 2018 avec l'équipe chinoise du tir la carabine à 10 mètres.
En 2021, il participe à l'âge de 21 ans à sa première compétition séniors d'envergure internationale avec les Jeux olympiques de Tokyo en profitant du quota sécurisé par Yang Haoran lors des derniers championnats du monde, ce dernier préférant se concentrer sur 10 mètres. Le Chinois est sacré en finale devant le russe Sergueï Kamenskiy, et établit un nouveau record du monde avec 466,0 points.

## Palmarès

### Jeux olympiques
- Jeux olympiques d'été de 2020 à Tokyo
  -  Médaillé d'or en tir à la carabine  à 50 m trois positions